# بسام شاهين
بسام شاهين (1963-2023) أكاديمي فلسطيني، ولد في مدينة غزة، وحصل على درجة الدكتوراه في التمريض من جامعة البطانة في السودان عام 2021. عمل نائباً لعميد كلية الدراسات المتوسطة في جامعة الأزهر في غزة ومنسق المهن الصحية في وزارة الصحة الفلسطينية.

## وفاته
قُتل مع عائلته بتاريخ 11 نوفمبر 2023 في دير البلح جراء غارة جوية على مكان نزوحه في مخيم النصيرات خلال الحرب الفلسطينية الإسرائيلية.